# Trott's Pond
Trott's Pond är en sjö i Bermuda (Storbritannien).   Den ligger i parishen Hamilton, i den östra delen av landet, 8 km öster om huvudstaden Hamilton. Trott's Pond ligger 7 meter över havet.